# Francesco Focardi
Francesco Focardi Mazzocchi (Rignano sull'Arno, 9 febbraio 1949 – Santa Cruz de la Sierra, 11 gennaio 2022) è stato un vescovo cattolico e missionario italiano.

## Biografia
Originario della diocesi di Fiesole, è stato ordinato sacerdote il 18 maggio 1975 a Piombino per l'Ordine dei frati minori.
Nell'ottobre dello stesso anno ha raggiunto la Bolivia, dove ha ricoperto diversi incarichi tra cui quello di vicario generale del vicariato apostolico di Cuevo (dal 2003 ridenominato Camiri) (1994-2003). È in seguito parroco della parrocchia Cristo Rey.

### Ministero episcopale
Il 6 giugno 2007 è stato nominato vescovo ausiliare del vicariato apostolico di El Beni in Bolivia da papa Benedetto XVI assegnandogli, allo stesso tempo, la sede titolare vescovile di Cenculiana.
Il 15 luglio 2009 lo stesso papa Benedetto XVI lo ha nominato vicario apostolico di Camiri. Il 2 agosto 2017 papa Francesco ha accettato la sua rinuncia al governo pastorale del vicariato apostolico di Camiri.
Dopo aver ricevuto la cittadinanza onoraria del proprio comune natale, nel 2017 gli è stata riconosciuta la massima onorificenza del comune di Rignano sull'Arno.
È morto l'11 gennaio 2022 a Santa Cruz de la Sierra all'età di 72 anni.

## Genealogia episcopale
La genealogia episcopale è:
- Cardinale Scipione Rebiba
- Cardinale Giulio Antonio Santori
- Cardinale Girolamo Bernerio, O.P.
- Arcivescovo Galeazzo Sanvitale
- Cardinale Ludovico Ludovisi
- Cardinale Luigi Caetani
- Cardinale Ulderico Carpegna
- Cardinale Paluzzo Paluzzi Altieri degli Albertoni
- Papa Benedetto XIII
- Papa Benedetto XIV
- Cardinale Enrico Enriquez
- Arcivescovo Manuel Quintano Bonifaz
- Cardinale Buenaventura Córdoba Espinosa de la Cerda
- Cardinale Giuseppe Maria Doria Pamphilj
- Papa Pio VIII
- Papa Pio IX
- Cardinale Alessandro Franchi
- Cardinale Giovanni Simeoni
- Cardinale Antonio Agliardi
- Cardinale Basilio Pompilj
- Cardinale Adeodato Piazza, O.C.D.
- Cardinale José Clemente Maurer, C.SS.R.
- Cardinale Julio Terrazas Sandoval, C.SS.R.
- Vescovo Francesco Focardi, O.F.M.